# قمبود مشعر الذنب
قمبود مشعر الذنب (الاسم العلمي: Campodea pempturochaeta) هو نوع من الحيوانات يتبع جنس القمبود من فصيلة القمابيد.